# Motorenbau Werk Kassel
Der Motorenbau Werk Kassel (MWK) in Kassel war während des Zweiten Weltkrieges ein Zweigwerk der Junkers Flugzeug- und Motorenwerke AG Dessau und Zulieferer von kriegswichtigen Hochtechnologiebaugruppen u. a. für das erste serienreife Turbostrahltriebwerk Jumo 004B der Welt. Als das Werk im Jahr 1945 von amerikanischen Truppen besetzt wurde arbeiteten dort über 5000 Menschen. Ab 1948 wurden das Areal und die Gebäude von der AEG genutzt und übernommen.

## Geschichte
Ursprünglich war das Werk in der Lilienthalstraße 150 in Kassel der Standort der Gerätebau GmbH, einer Tochtergesellschaft der Fa. Gebr. Thiel Seebach (kurz Thiel). Die Gründung dieser Tochtergesellschaft war Bestandteil der Auftragserteilung vom Oberkommando des Heeres (OKH) an Thiel am 16. Februar 1938, ebenso wie der Abschluss eines Pachtvertrages zwischen der Grundstückseigentümerin, die Verwertungsgesellschaft für Montanindustrie GmbH (kurz Montan), und der Gerätebau GmbH. Diese Vorgehensweise entsprach dem Montan-Schema.
Der Auftragsumfang an Thiel bestand aus der Projektierung, Ausschreibung und Errichtung eines Werkes zur Herstellung von mechanischen Uhrwerkszeitzündern (System Thiel).
Im ersten Halbjahr 1940 waren die Bauarbeiten soweit abgeschlossen, dass das Werk mit Anlagen, Maschinen und Einrichtungen ausgestattet wurde. Die Produktion lief aber nicht an. Ungefähr 100 Mitarbeiter hatte Thiel bereits eingestellt. Diese hielten die Infrastruktur funktionsfähig.

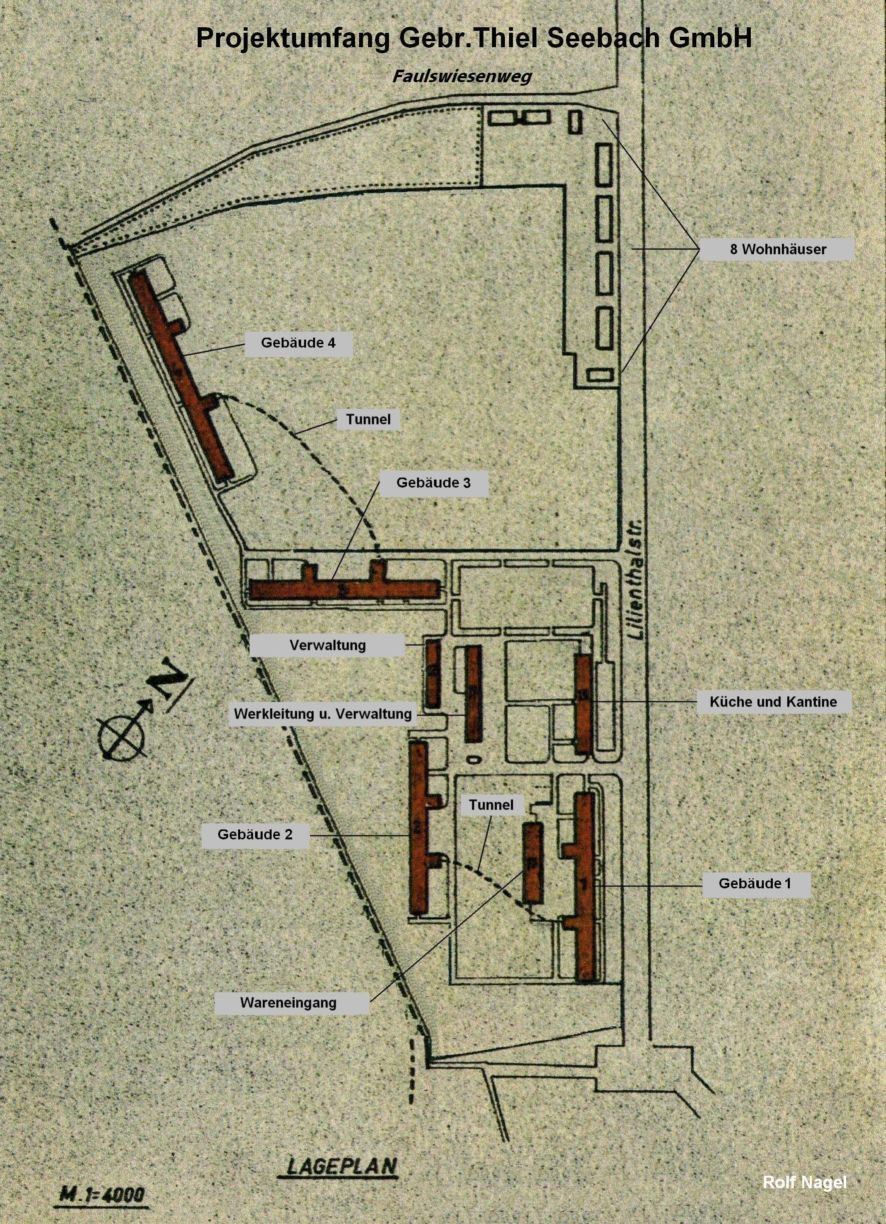
Lageplan und Projektumfang der Gebr. Thiel Seebach GmbH

Infolge einer Drosselung der Munitionserzeugung wurden auch weniger mechanische Zeitzünder benötigt und so entschied am 12. Juli 1940 das Reichsministerium für Bewaffnung und Munition, dass dieses Werk an die Junkers Flugzeug- und Motorenwerke AG Dessau (JFM) abzutreten sei. Dazu gehörten auch 8 Wohnhäuser und das Bereitschaftslager für 1000 Mitarbeiter am Forstbachweg 2.
In dem Werk sollten zur Entlastung der Junkers Flugmotoren-Serienfertigung Motorenzubehörteile und speziell Pumpen sowie Ladedruckregler für die Motoren Jumo 205, Jumo 211 und später für den Jumo 213 hergestellt werden. Anfang August 1940 übernahmen die JFM den neuen Standort mit der vorhandenen Thiel-Belegschaft. MWK zahlte für das gesamte Objekt eine Pacht an die Montan. Parallel dazu führte Thiel, wie vertraglich vereinbart, die noch ausstehenden Bau- und Ausrüstungsarbeiten des „Projektumfanges Thiel“ weiter. Zum Ende des Junkers-Geschäftsjahres am 30. September 1940 waren bereits 800 Mitarbeiter im Werk tätig; die Fertigung der Geräte wurde angefahren.
Ende des Jahres 1940 begann MWK mit dem weiteren Ausbau des Werkes. Dafür war eine Investitionssumme von 33,5 Mio. RM angesetzt. Im Bereitschaftslager Forstbachweg 2 wurden 22 Baracken für 1000 Personen fertiggestellt, ebenso die ersten 18 Werkswohnungen.
Die weitere Ausstattung der Gebäude mit der notwendigen Infrastruktur wie z. B. Pressluft, Gas, Elektrotechnik usw. machte im Jahr 1941 unter der Regie von Thiel Fortschritte.
MWK konnte im Geschäftsjahr 1941 das geplante Produktionsprogramm nicht erfüllen. Man hatte die Anlaufproblematik des Werkes offenbar unterschätzt. Mit den produzierten Pumpen, Ladedruckreglern usw. belieferte man das Reichsluftfahrtministerium (RLM), und die JFM -Motorenbauten.
JFM war mit dem Pachtverhältnis des Werkes von der Montan nicht zufrieden und stellte am 30. Dezember 1941 den Antrag auf Kauf der Werksanlage.
Die von MWK in Auftrag gegebenen Bauaktivitäten gingen 1942 zügig voran. Thiel teilte am 10. März 1942 der Montan mit, dass die „Fertigungsstelle K“ für sie abgeschlossen sei. Das Produktionsprogramm für das Geschäftsjahr 1942 konnte fast erfüllt werden.
Das Jahr 1943 war überschattet von den schweren Luftangriffen auf Kassel.
MWK blieb davon nicht verschont und wurde mehrmals getroffen. Besonders große Schäden entstanden bei den Tagangriffen am 28. und 30. Juli 1943. Nach Angaben der Werksleitung ging der Leistungsgrad des Werkes im August um 75 % und im September um 50 % zurück. Als Reaktion auf die Angriffe im Juli erfolgten umfangreiche Auslagerungen der kaufmännischen und teilweise der technischen Büros auf verschiedene Stellen im Stadtgebiet Kassel.

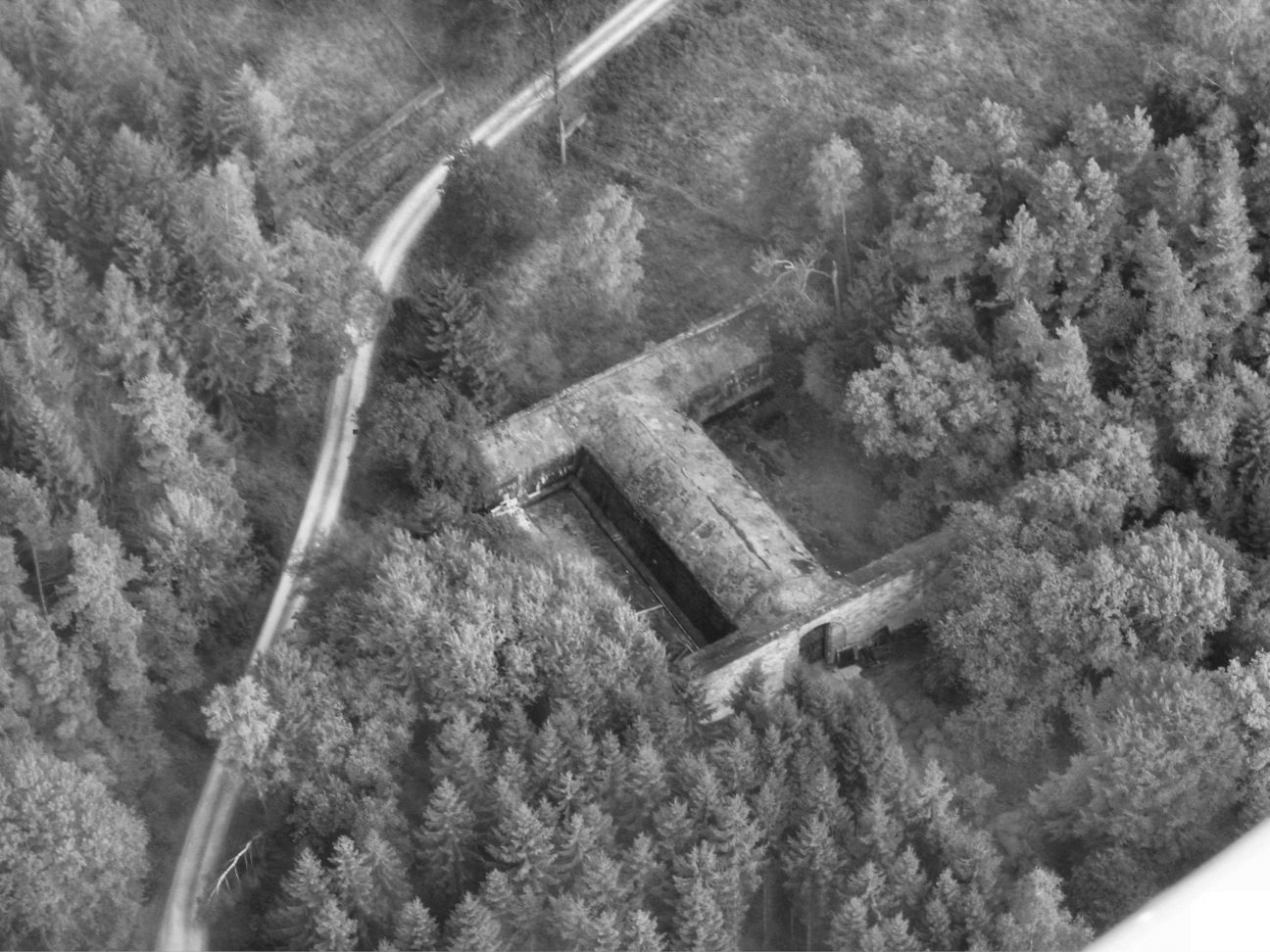
Luftaufnahme des ehemaligen Fertigungsgebäudes in der Alten Autobahnbrücke Söhrewald (2007)

Ebenso baute man Teilbereiche der Fertigung außerhalb von Kassel neu auf wie z. B. in Veckerhagen, Ziegenhain, Autobahnbrücke Söhrewald und Venusberg (Drebach). Das Kasseler Werk wurde bei den Nachtangriffen am 3. und 22. Oktober 1943 erneut in Mitleidenschaft gezogen. Den entstandenen Gesamtschaden bei den vier Luftangriffen schätzte man auf ungefähr 20 Mio. RM.
Trotz der Bombenschäden war im Jahr 1943 die Serienfertigung im vollen Ablauf. Der Wert der Jahresleistung hatte eine beträchtliche Steigerung mit 33 % gegenüber dem Vorjahr. In diesem Jahr wurden die ersten Baugruppen für das Turbostrahltriebwerk Jumo 004B gefertigt und abgeliefert, die in dem ersten einsatzfähigen Militärflugzeug mit Strahltriebwerken, der Messerschmitt Me 262 und dem ersten einsatzfähigen strahlturbinengetriebenen Bombenflugzeug, der Arado Ar 234, zum Einsatz kamen.
Die wieder hergerichteten Rüstungsbetriebe von Junkers, die Gerhard-Fieseler-Werke und Henschel-Werke wurden am 19. April 1944 von den United States Army Air Forces mit 213 Bombern angegriffen.
Infolge der Kriegseinwirkungen auf die Industrie standen 1944 immer weniger Daten zur objektiven Berichterstattung über MWK zur Verfügung. Für das Geschäftsjahr 1943/44 endeten die Finanzdaten zum 31. Juli 1944. Die Auswertung dieser Daten ergab, dass in diesem Geschäftsjahr im Vergleich zum Vorjahr ungefähr 25 % weniger Geräte abgeliefert wurden.
JFM erwarb von der Montan das Werksgelände und die Flächen mit Wohnungen in der Lilienthalstraße sowie am Faulswiesenweg. Die Auflassung erfolgte am 8. September 1944.
Am 5. April 1945 wurde Kassel-Bettenhausen von der 80th Infantry Division der US-Army besetzt und damit auch die Betriebe in der Lilienthalstraße.
Nach Angaben der zuständigen US-Militärstellen waren am 31. Januar 1945 beim MWK 5115 Mitarbeiter tätig, diese teilten sich auf 4537 Arbeiter und 578 Angestellte. Die Arbeiter teilten sich auf in 649 Stammpersonal, 1074 von der Wehrmacht abkommandierte, 1824 größtenteils dienstverpflichtete Ausländer und 990 Kriegsgefangene und die Angestellten in 543 Stammpersonal und 35 Ausländer.
Ende 1946 verließen die Amerikaner das Werksgelände. Der frühere kaufmännische Leiter des MWK übernahm in diesem Jahr zur Abwicklung des Standortes die Funktion eines Treuhänders. Es erfolgten Vermietungen der ehemaligen MWK-Gebäude an andere Unternehmen. Der Motorenbau Werk Kassel wird auch auf dem am 15. Oktober 1947 bekanntgegebenen Demontageplan der amerikanischen und britischen Militärgouverneure aufgelistet.
Die Allgemeine Elektricitäts-Gesellschaft – Zentralverwaltung Westzonen (AEG) hatte 1948 etliche der MWK-Gebäude angemietet und beschäftigte dort Anfang 1950 bereits 700 Arbeiter. Mit Beschluss vom 15. April 1950 stimmte der Hessische Landtag dem Kaufvertrag zwischen dem Land Hessen und der AEG in Kassel über das Gelände der Junkers Flugzeug- und Motorenwerke AG in Dessau, gelegen in Kassel, Lilienthalstraße zu. Der Grundbucheintrag erfolgte am 19. April 1950.